# Eva Ström
För den norska skådespelaren, se Eva Strøm Aastorp.
Anna Eva Kristina Ström, född 4 januari 1947 på Lidingö, är en svensk författare, litteraturkritiker och läkare.

## Biografi
Ström blev medicine licentiat och legitimerade läkare 1973 samt specialist i infektionssjukdomar 1980. Hon utbildade sig även till biståndsarbetare på Sandöskolan 1973–1974. Hon var läkare på Avesta lasarett 1972, på Karolinska sjukhuset 1973, på Centralsjukhuset Kristianstad 1974–1980, på Malmö allmänna sjukhus 1980 och avdelningsläkare vid infektionskliniken på Centralsjukhuset Kristianstad från 1980–1988 och har därefter varit författare på heltid. Som kritiker skriver hon främst i Sydsvenska Dagbladet. Den 20 januari 2010 invaldes hon som ledamot av Kungliga Vetenskapsakademien, i klassen för humaniora och för framstående förtjänst om vetenskap.
Eva Ström är dotter till civilingenjör Birger Ringskog (1912–1957) och hans hustru fil. mag. Inga Ringskog, född Rosenqvist (1922–2003). Ström är gift med läkaren Helge Ström och har tre barn. Hon är mor till Anna Vogel, Jacob Ström och Karin Ström samt svärdotter till Ingmar Ström.

## Priser och utmärkelser
- 1978 – Albert Bonniers stipendiefond för yngre och nyare författare
- 1979 – Tidningen Vi:s litteraturpris
- 1983 – Aftonbladets litteraturpris
- 1989 – Nordiska Radioteaterpriset[4]
- 1993 – De Nios Vinterpris
- 1994 – Erik Lindegren-priset
- 1994 – Aniarapriset
- 1996 – Gun och Olof Engqvists stipendium
- 1996 – Gustaf Fröding-sällskapets lyrikpris
- 2003 – Nordiska rådets litteraturpris för Revbensstäderna
- 2005 – Gerard Bonniers lyrikpris för Rött vill till rött
- 2005 – Bellmanpriset
- 2005 – Litteris et Artibus
- 2009 – Kristianstad kommuns kulturpris
- 2010 – Tegnérpriset
- 2013 – Pär Lagerkvistpriset
- 2014 – Samfundet De Nios Särskilda pris
- 2018 – Harry Martinson-priset [5]
- 2018 – Jan Smrekpriset, Slovakien
- 2023 – Signe Ekblad-Eldhs pris